# Atrichum controversum
Atrichum controversum är en bladmossart som beskrevs av Palisot de Beauvois 1805. Atrichum controversum ingår i släktet sågmossor, och familjen Polytrichaceae. Inga underarter finns listade i Catalogue of Life.